# リッキー・スティムボート
リッキー・スティムボート（Ricky "The Dragon" Steamboat、本名：Richard Henry Blood、1953年2月28日 - ）は、アメリカ合衆国の元プロレスラー。ニューヨーク州ウェストポイント生まれ、フロリダ州タンパ出身。
父親がポーランド系英国人、母親が日本人（京都府出身タカコ・イトウ）という血統。ニックネームはブルース・リーのイメージから「ザ・ドラゴン」。日本では「南海の黒豹」のキャッチコピーが付けられ全日本プロレスで活躍し、人気を獲得した。
ギミックの設定上、公式プロフィールでの出身地はハワイ州ホノルル（全日本プロレス中継では「母国日本」と紹介されたこともある）。息子のリッチー・スティムボートことリッキー・スティムボート・ジュニアもプロレスラーとして活動していた。

## 来歴

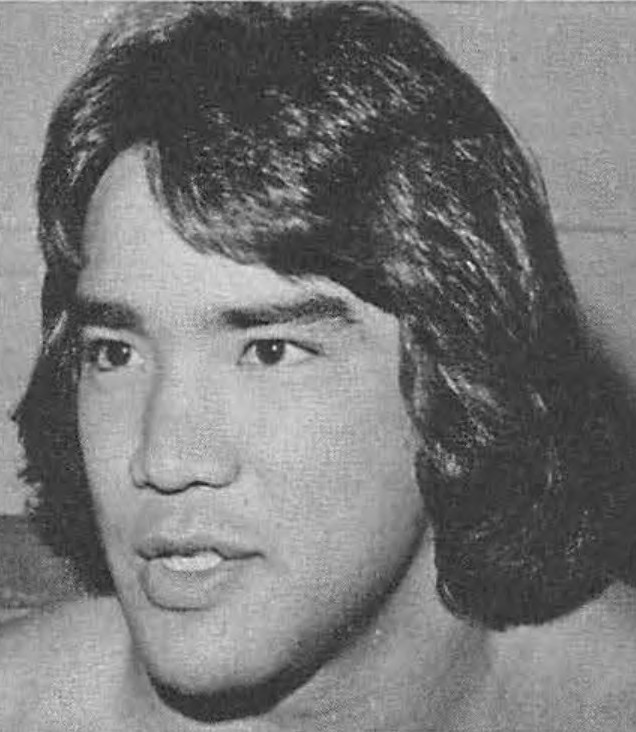
1979年

少年時代を過ごしたフロリダではレスリングで活躍。バーン・ガニアのレスリング・キャンプに参加後、1976年2月15日にAWAでプロデビュー。ハワイ出身の名レスラー、サム・スティムボートの「甥」という設定のもとリッキー・スティムボートと改名し、デビュー後ほどなくしてフロリダやジョージアを経て、ジム・クロケット・ジュニアの運営するNWAミッドアトランティック地区に移籍。端正な顔立ちと鍛え上げられた肉体を持つアイドル系のベビーフェイスとして、生涯のライバルとなるリック・フレアーやジミー・スヌーカらと抗争を繰り広げた。同じアイドル系のジェイ・ヤングブラッドとのコンビでも活躍して、レイ・スティーブンス&グレッグ・バレンタイン、ジャック・ブリスコ&ジェリー・ブリスコなどのチームを破り、同地区認定のNWA世界タッグ王座を再三獲得した。
1980年11月に初来日し、ディック・スレーターと組んで全日本プロレスの '80世界最強タッグ決定リーグ戦に出場。来日第1戦となる開幕戦ではアブドーラ・ザ・ブッチャー&キラー・トーア・カマタと熱戦を演じ、シリーズ中はザ・シークとのシングルマッチも行われた。以降も全日本の常連外国人として活躍し、ミル・マスカラスやジャンボ鶴田らとの好試合を通して日本でも人気を得る。入場テーマ曲にはYMOの『ライディーン』が使われていた。1982年にはヤングブラッドとのコンビで '82世界最強タッグ決定リーグ戦に出場、ブルーザー・ブロディ&スタン・ハンセンのミラクルパワーコンビとの初戦では、その体格差から圧倒的不利が囁かれながらも互角以上の戦いで名勝負を演じ、後年まで語り草となった。また、1984年にはデビッド・フォン・エリック急逝により空位となったUNヘビー級王者決定戦にエントリーされ、天龍源一郎と王座を争った。

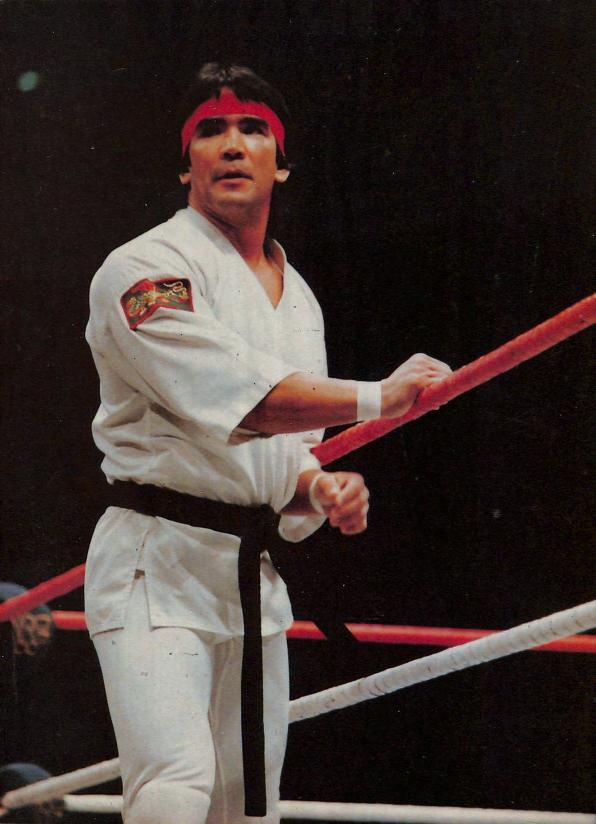
1987年

1985年にWWFに移籍。ザ・ドラゴンのニックネームを与えられ、ジェイク・ロバーツ、ドン・ムラコ、ランディ・サベージらと抗争を展開する。1987年3月29日、9万3173人の大観衆を動員したレッスルマニアIIIでサベージを下し、WWFインターコンチネンタル・ヘビー級王座を獲得。この試合はプロレス史に残る名勝負として名高い。スティムボートの大ファンだったクリス・ジェリコはこの時の試合を見てプロレスラーを志すようになったと語っている。
1988年春にWWFを脱退後、「家族と過ごす時間が欲しい」との理由から一旦引退が発表されたが、翌1989年1月21日にフレアーと対戦するためにWCWで現役復帰。同年2月20日、イリノイ州シカゴでフレアーを破り、第73代NWA世界ヘビー級王者となる。その直後、世界王者として全日本プロレスへの来日も果たし、3月8日の日本武道館大会で2代目タイガーマスク（三沢光晴）相手に王座を防衛している（この試合は全日本での最後のNWA戦となった）。同年5月7日、前王者に敗れて王座転落。このフレアーとのタイトルマッチ3連戦（第2戦は4月2日に行われスティムボートの王座防衛）も、いずれも名勝負としてプロレス史に刻まれている。
1990年9月30日、WCWと新たに提携を結んだ新日本プロレスへ初参戦。横浜アリーナで行われた『アントニオ猪木30周年メモリアル・フェスティバル』においてグレート・ムタと対戦している。10月開幕のシリーズにも継続出場したが、この通算9度目の来日が、現役選手としての最後の日本マット参戦となった。このときの入場テーマ曲にはYMOの『東風（Tong Poo）』が使われていた。
1991年3月、WWFに再登場。ニックネームのドラゴンそのままのコスチュームで火吹きパフォーマンスを行ったが、実力は発揮できなかった（かつてのライバルの1人リック・ルードは「元NWA世界王者にあんな真似をさせるなんて」と当時のWWFを非難していた）。同年11月からは再びWCWに参戦、主にニキタ・コロフやシェーン・ダグラスとのタッグで活動する。しかし1994年、"スタニング"スティーブ・オースチンとの抗争中に腰を負傷。この怪我が原因となり、同年に現役を引退した。
引退後は自宅のあるノースカロライナ州シャーロットでジムを経営していたが、2002年から裏方としてプロレス界に復帰。TNA、ROHを経て、2005年からWWE（RAWチーム）のロード・エージェントとして活動している。日本興行に同行した際には、リング上で往年のチョップ攻撃を披露することもあった。

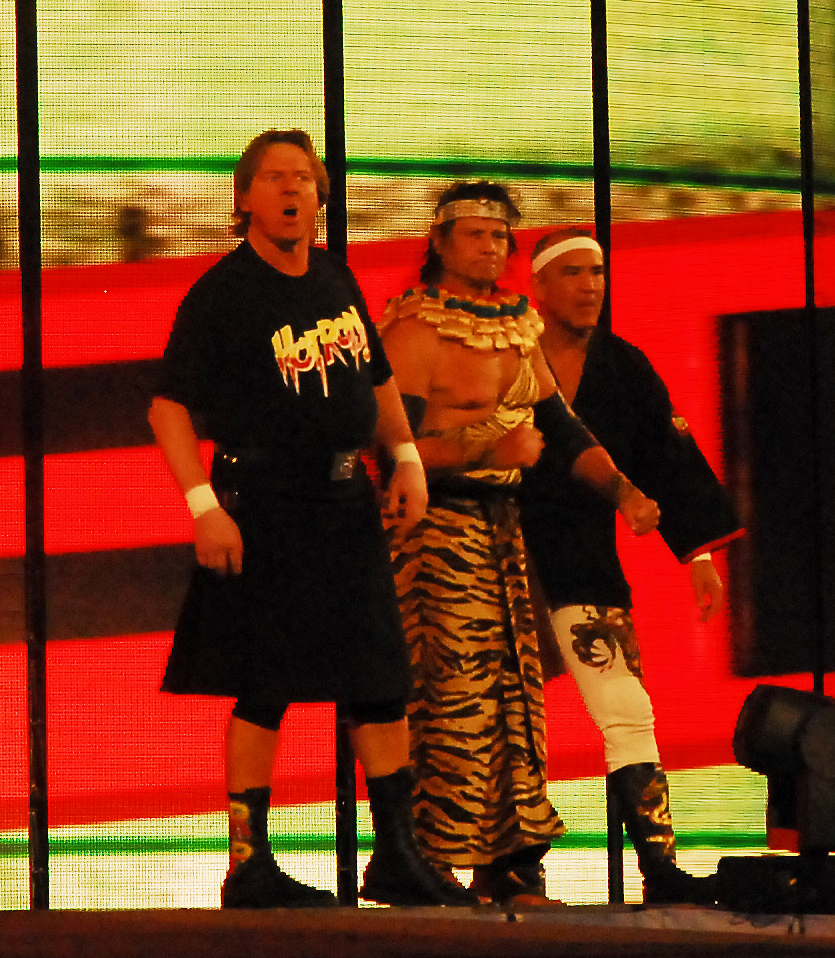
（左から）レッスルマニア25でのパイパー、スヌーカ、スティムボート

2008年4月、フレアーの引退セレモニーに登場。2009年にはWWE殿堂に迎えられ、インダクターはフレアーが務めた。殿堂入りが発表された後のRAWでクリス・ジェリコの襲撃を受け、フレアー、スヌーカ、ロディ・パイパーらレジェンドと共にジェリコとの抗争を開始。レッスルマニア25ではスヌーカ、パイパー（セコンドにフレアー）と組み、ジェリコと1対3のエリミネーション・マッチで久々に試合に登場。試合には敗れたものの、コーナーポストからのチョップやクロス・ボディを放つなど、現役時代さながらのファイトを見せた。翌日のRAWでもスペシャル10人タッグマッチでRAWのメンバーとして登場した。なお、レッスルマニア25でタッグを組んだスヌーカ、パイパー、そしてスティムボートの3人は共にレッスルマニア第1回大会の出場者でもあり、25回記念大会に花を添えた。
日本にも、2009年7月7日と7月8日の "SMACKDOWN&ECW LIVE" 日本武道館大会に登場し、8日には「レッスルマニア・リマッチ」としてジェリコと対戦。前日に特別レフェリーを務めたジェリコvsレイ・ミステリオ戦後にジェリコに暴行された因縁もあり、序盤は猛ラッシュを見せたが、スタミナに勝るジェリコにタップアウトを喫した。しかし、ジェリコのウォールズ・オブ・ジェリコを一度は耐え、レッスルマニアでも見せた年齢を感じさせない空中技やロープワークを披露した。
引退後も、後進の指導の一環でハウス・ショーではテストマッチとして若手相手に試合を行なっている（ドリュー・マッキンタイアは長くテストマッチを受けていた）。2017年3月31日には、フロリダ州オーランドのアムウェイ・センターで開催されたWWE殿堂の式典において、リック・ルードの殿堂入りのインダクターを担当した。

## 得意技
クロス・ボディ
コーナー最上段からのダイビング式、相手をロープに飛ばしてのリバウンド式など、若手時代からフィニッシュ・ムーブとして使用。かつてはライバルのフレアーも隠し技としていた。
サイクロン・ホイップ
彼の代名詞の一つで、この技にかけては最高の名手との評価を受ける。現在でも選手が美しいフォームでこの技を出すと「スティムボートのようなディープ・アームドラッグ!」と実況される。
バックハンド・チョップ
もう一つの代名詞。いわゆる空手チョップや、ダイビング式空手チョップも使う。
ロープに飛ばした相手に放つなどして倒した時に、そのままオーバーアクションで見栄を切り、客を沸かせるのが定番のムーブだった。日本では入場曲に絡めて「ライディーン・チョップ」と呼ばれる。
ジャンピング・ショルダー・プレス
若手時代の切り札だった。いわゆるフライング・ボディシザース・ドロップ（テーズ・プレス）なのだが、元祖のルー・テーズやジャンボ鶴田のものとは違い、かなり高い打点から相手の胸板、もしくは肩口に正座するようなフォームで決めるのが特徴。向かい合った瞬間その場で突然ジャンプし繰り出すこともあり、鶴田とのシングル初対決では開始ゴング直後にこの技をいきなり放ち、あわや秒殺か、というシーンもあった。
ドロップキック
高い打点と、美しいフォームには定評があった。
フライング・クロスチョップ（フライング・クロス・アタック）
この技も若手時代の得意技。ミル・マスカラスらのものに比べ華麗さは劣るものの、スピードがあり躍動感に溢れたフォームだった。
ジャンピング・ハイキック
相手をロープに飛ばし、リバウンドで戻ってくるところを川田利明のジャンピング・ハイキック、木村健悟の稲妻レッグ・ラリアットの中間のようなフォームで相手の喉元、もしくは胸板を蹴る。この技とバックハンド・チョップを見た倉持隆夫アナが「カンフー殺法」と称したが、スティムボートにはカンフーの心得があるわけではない。

## 獲得タイトル

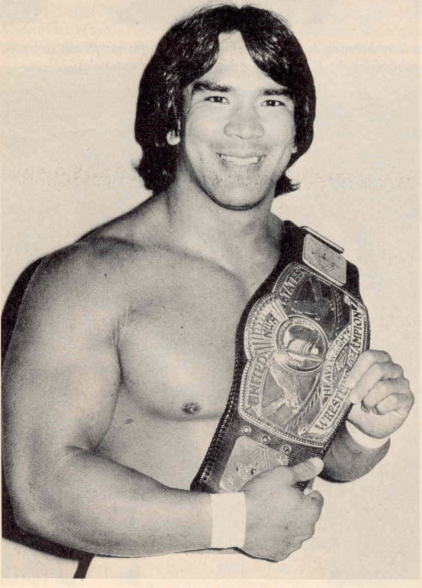
NWA USヘビー級王者時代

ナショナル・レスリング・アライアンス
- NWA世界ヘビー級王座 : 1回[14]
- NWA殿堂：2012年[22]

ミッドアトランティック・チャンピオンシップ・レスリング
- NWA世界タッグ王座（ミッドアトランティック版） : 6回（w / ジェイ・ヤングブラッド×5、ポール・ジョーンズ）[8]
- NWA USヘビー級王座（ミッドアトランティック版） : 3回[23]
- NWAミッドアトランティック・ヘビー級王座 : 2回[24]
- NWAミッドアトランティックTV王座 : 2回[25]
- NWAミッドアトランティック・タッグ王座 : 5回（w / ポール・ジョーンズ×3、ディノ・ブラボー、ジェイ・ヤングブラッド）[26]

ワールド・チャンピオンシップ・レスリング
- WCW USヘビー級王座 : 1回[23]
- WCW世界TV王座 : 2回[27]
- WCW世界タッグ王座 : 2回（ダスティン・ローデス、シェーン・ダグラス）[28]

ワールド・レスリング・フェデレーション / WWE
- WWFインターコンチネンタル・ヘビー級王座 : 1回[13]
- WWE殿堂 : 2009年（インダクターはリック・フレアー）[3]

## 入場曲
- ライディーン - 全日本プロレスで使用。
- 東風（Tong Poo） - 新日本プロレスで使用。
- Hercules - WWFで1980年代に使用。
- Dragon - WWEで使用。一時期WWEに参戦していたウルティモ・ドラゴンも使用していた。

## エピソード

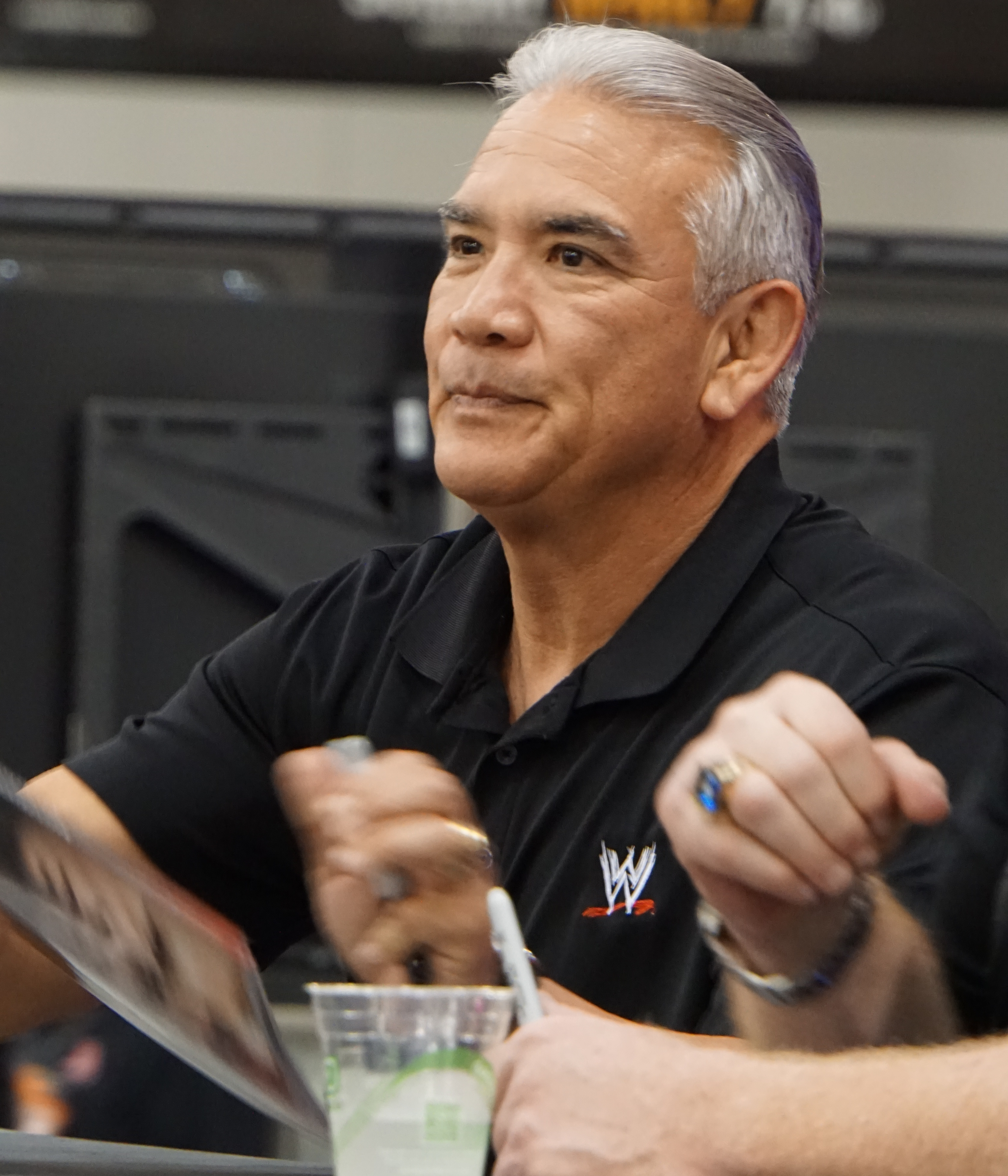
2015年

- そのスピードを活かしたレスリングスタイルは多くのレスラーから評価されており、ジョン・シナは雑誌への寄稿で、過去のベストレスラー20人のうちの第4位に挙げ、バティスタも全盛期に戦ってみたいレスラーであるとインタビューで語っている。
- 自他ともに認めるリック・フレアーの最大の好敵手。フレアーも彼については「最も手の合った相手。眼を瞑っていてもお互いの動きがわかった」「最高のベビーフェイスだ。最高のレスラーはヒールの自分だけどね」などと発言しており、若手時代からベテランになるまで数多くの名勝負を残している（フレアーによれば「3000回は戦った」らしい）。
- 日本でのジャイアント馬場との対戦では、十六文キックを正面に受けてリング上で仰向けに倒れ、ほぼ毎回ピクピクと痙攣していた。
- 母親は1950年に渡米して以来、一度も日本に帰国しておらず、肉親とは音信が途絶えていた。スティムボートは1984年2月の来日時に、東京スポーツと日本テレビに対して母の肉親捜しを依頼した。その際『全日本プロレス中継』にて実況アナウンサーがスティムボートの叔父の名前を出したところ、番組を視聴していた実際の叔父が名乗り出て、スティムボートと全日本プロレス事務所で対面した。同年10月にスティムボートが母親を帯同して来日した際、母と叔父は成田空港で34年ぶりの対面を果たした。この来日時はスティムボート自身も千葉県鎌ケ谷市にある叔父の家を訪れ、自身の祖母と対面した[2]。
- 息子のリッキー・スティムボート・ジュニアはWLWで修行していた[4]。2008年9月、WLWとNOAHの合同キャンプの際、若手選手を指導したスティムボートは息子を日本に留学させたい意向をNOAH側に伝え、2009年1月から留学生としてNOAHに参戦した[4]。その後、スティムボート・ジュニアはWWEとディペロップメント契約を交わし、リッチー・スティムボートのリングネームでFCWやNXTで活動した[4]。